# Mark Lamb
Mark William Lamb (* 3. März 1964 in Swift Current, Saskatchewan) ist ein ehemaliger kanadischer Eishockeyspieler und -trainer sowie derzeitiger -funktionär, der im Verlauf seiner aktiven Karriere zwischen 1985 und 1996 unter anderem 473 Spiele für die Calgary Flames, Detroit Red Wings, Edmonton Oilers, Ottawa Senators, Philadelphia Flyers und Canadiens de Montréal in der National Hockey League auf der Position des Centers bestritten hat. Seinen größten Karriereerfolg feierte Lamb in Diensten der Edmonton Oilers mit dem Gewinn des Stanley Cups im Jahr 1990. Seit 2018 ist er der General Manager der Prince George Cougars aus der Western Hockey League.

## Karriere
Mark Lamb begann seine Karriere als Eishockeyspieler in der Western Hockey League, in der er von 1980 bis 1985 für die Billings Bighorns, Nanaimo Islanders und Medicine Hat Tigers auf dem Eis stand. In dieser Zeit wurde er im NHL Entry Draft 1982 in der vierten Runde als insgesamt 72. Spieler von den Calgary Flames ausgewählt. In der Saison 1985/86 gab Lamb sein Debüt in der National Hockey League, als er in einem Spiel für Calgary auflief. Nach der Spielzeit wurde er von den Detroit Red Wings unter Vertrag genommen. Wiederum nach nur einem Jahr verpflichteten die Edmonton Oilers den Angreifer im NHL Waiver Draft, mit denen er 1990 den prestigeträchtigen Stanley Cup gewann.
Nach fünf erfolgreichen Jahren in Edmonton wurde Lamb im NHL Expansion Draft 1992 von den Ottawa Senators ausgewählt, für die er die folgenden beiden Spielzeiten aktiv war. Während der Saison 1993/94 wurde der Kanadier zu den Philadelphia Flyers transferiert, die ihn nach nur einem Jahr an die Montréal Canadiens abgaben. In Montréal konnte sich Lamb nicht durchsetzen, so dass die Canadiens ihn zu Beginn der Saison 1995/96 zunächst an die Houston Aeros aus der International Hockey League ausliehen, die ihn nach der Spielzeit als Free Agent unter Vertrag nahmen. In der Saison 1997/98 stand Lamb das erste und einzige Mal in Europa unter Vertrag, als er für den EV Landshut in der DEL spielte. Nach der Saison kehrte Lamb zu den Houston Aeros zurück, mit denen er 1999 den Turner Cup gewann und ein Jahr später seine Karriere als Eishockeyprofi beendete.
Im Anschluss an seine aktive Karriere arbeitete Lamb zunächst in der Saison 2001/02 als Assistenz-Trainer bei seinem Ex-Club Edmonton Oilers, ehe er von 2002 bis 2008 in gleicher Position bei den Dallas Stars beschäftigt war.
Im Juli 2009 übernahm er bei den Swift Current Broncos aus der Western Hockey League das Amt des Cheftrainers und General Managerx. Diese Position hatte er bis 2016 inne, als er die Tucson Roadrunners aus der American Hockey League übernahm, das Team jedoch nur eine Saison betreute.

## Erfolge und Auszeichnungen
- 1984 WHL Most Gentlemanly Player Award
- 1984 WHL East First All-Star Team
- 1990 Stanley-Cup-Gewinn mit den Edmonton Oilers
- 1999 Turner-Cup-Gewinn mit den Houston Aeros

## Karrierestatistik
(Legende zur Spielerstatistik: Sp oder GP = absolvierte Spiele; T oder G = erzielte Tore; V oder A = erzielte Assists; Pkt oder Pts = erzielte Scorerpunkte; SM oder PIM = erhaltene Strafminuten; +/− = Plus/Minus-Bilanz; PP = erzielte Überzahltore; SH = erzielte Unterzahltore; GW = erzielte Siegtore; 1 Play-downs/Relegation; Kursiv: Statistik nicht vollständig)